# オケアンスカヤ駅
オケアンスカヤ駅 (オケアンスカヤえき、ロシア語:Станция Океанская) は、ロシア沿海地方ウラジオストクソヴェツキー地区にある、ロシア鉄道の駅。シベリア鉄道上の駅で、エレクトリーチカ（近郊列車）のみ停車する。

## 歴史
- 1893年 - 開業。
- 1916年5月23日 - 皇帝当駅訪問25周年を記念して庭園が造られた[1]。
- 1962年 - 電化[2]。
- 2002年8月23日、金正日がロシア極東地域訪問時にオケアンスカヤ駅に滞在[3]。

## 駅構造
島式ホーム1面2線の地上駅。ホームと駅出口間の移動は跨線橋を経由する。切符売り場(営業時間 7:00～18:00)が設置されている。

### のりば
| ホーム | 列車             | 行先                                                       | 備考 |
| ------ | ---------------- | ---------------------------------------------------------- | ---- |
| 1      | エレクトリーチカ | ウスリースク・スパッスク＝ダリニー・チハオケアンスカヤ方面 |      |
| 2      | エレクトリーチカ | ウラジオストク方面                                         |      |

## 駅周辺
- ブラシュニコヴァ入江（ロシア語版）
- 社会保障事務所（СРЦН «Парус надежды»）
- ロシア連邦道路A370
- トヨタショールーム・ウラジオストク

## 隣の駅
ロシア鉄道
シベリア鉄道
エレクトリーチカ（各駅停車）
スプートニク駅 - オケアンスカヤ駅 - サナトルナヤ駅